# Håkan Nesser

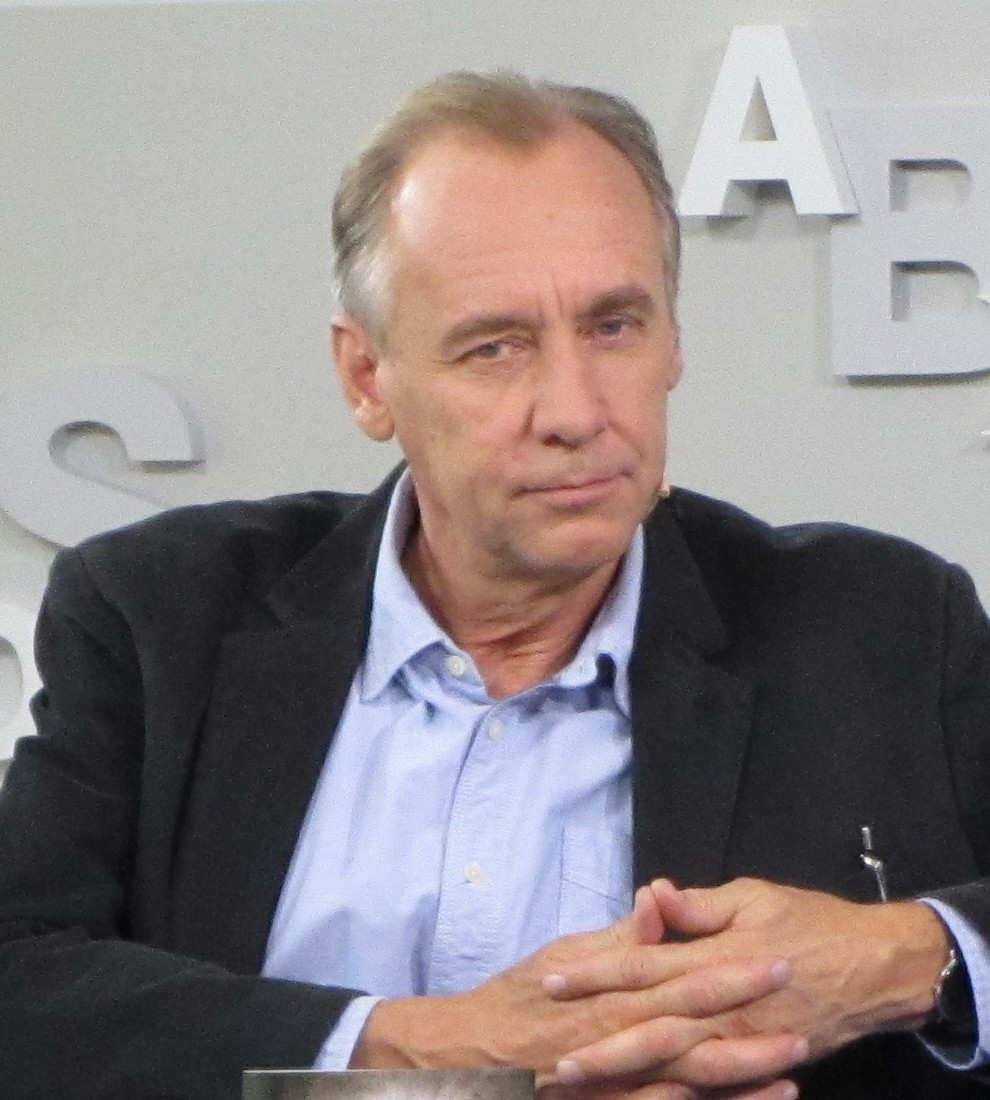
Håkan Nesser (2012)

Håkan Nesser (* 21. Februar 1950 in Kumla) ist ein schwedischer Schriftsteller, der vor allem für seine Kriminalromane bekannt ist.

## Leben
Håkan Nesser wurde am 21. Februar 1950 als Sohn des Landwirts Sven August Nesser und dessen Frau, der Kontoristin Maria Olivia, auf einem Bauernhof in der Nähe von Kumla geboren. 1953 verkaufte sein Vater den Hof, um fortan gepachtete Felder zu bearbeiten. Deshalb zog die Familie nach Kumla um, wo Håkan Nesser seine Kindheit und Jugend verbrachte. Er besuchte die Grundschule und die Realschule in Kumla, anschließend das Gymnasium in Hallsberg, wo er 1968 die Hochschulreife ablegte. Darauf begann er an der Universität Uppsala Literaturgeschichte, Skandinavistik, Geschichte, Philosophie und Englisch zu studieren. Bald wechselte er an die Hochschule für Lehrer, um Gymnasiallehrer für Schwedisch und Englisch zu werden. Ab 1974 arbeitete er in Märsta als Gymnasiallehrer. 1998 gab Nesser seine Anstellung als Lehrer auf und wurde freier Schriftsteller. Im August 2006 ließ er sich mit seiner zweiten Frau Elke, einer Psychiaterin, in Greenwich Village in New York nieder. Einige Jahre später siedelte das Paar nach London um. 2024 wurde er vom Svea hovrätt wegen Steuerhinterziehung zu 18 Monaten Freiheitsstrafe verurteilt. Das Urteil wurde im Februar 2025 rechtskräftig.

## Literarisches Werk
In den 1980er-Jahren begann er mit dem Schreiben von Romanen. Im Jahr 1988 debütierte Nesser mit dem Roman Koreografen. 1993 erschien mit Det grovmaskiga nätet (deutsch: Das grobmaschige Netz) der erste Band der Van-Veeteren-Kriminalromanreihe. Das Buch wurde mit dem Schwedischen Krimipreis als bestes Debüt des Jahres 1993 ausgezeichnet und war nicht nur in Schweden ein Bestseller. Bis 2018 erschienen insgesamt elf Bände der Krimiserie um Kommissar Van Veeteren.
Als Schauplatz für die Romane der Van-Veeteren-Reihe hat Nesser ein europäisch anmutendes fiktives Land mit der Hauptstadt Maardam konstruiert. Orts- und Personennamen sowie Landschaftsbeschreibungen lassen sich nicht eindeutig zuordnen. In den Romanen ist mehrfach von Nordeuropa die Rede. Einige Namen und die Währung Gulden lassen an die Niederlande denken, allerdings finden sich auch häufig deutsch, polnisch oder baltisch klingende Namen und Orte. Für die Verfilmungen wurden skandinavische Drehorte gewählt.
Håkan Nesser gilt neben Henning Mankell und Stieg Larsson als einer der wichtigsten Krimiautoren Schwedens.
Mit Mensch ohne Hund begann Nesser 2006 eine neue Krimi-Reihe. Hauptfigur ist Kriminalinspektor Gunnar Barbarotti, der in Kymlinge, einem fiktiven Ort im westlichen Schweden, ermittelt. Der fünfte Barbarotti-Fall mit dem Titel Styckerskan från Lilla Burma erschien 2012 in Schweden und unter dem Titel Am Abend des Mordes in Deutschland.
In allen Kriminalromanen von Nesser geht es weniger um Action als um Psychologie und um Lebensphilosophie. Oft bleiben am Ende der Geschichte verschiedene Fragen unaufgeklärt.

## Verfilmungen, Hörspiele und Hörbücher
Nessers Roman Kim Novak badade aldrig i Genesarets sjö (Kim Novak badete nie im See von Genezareth) von 1998 wurde 2005 verfilmt und ist in seinem Heimatland an vielen Orten Schullektüre geworden. Von 2000 bis 2005 wurden sechs Kriminalromane der Van-Veeteren-Reihe vom schwedischen Fernsehen SVT verfilmt und auch in Deutschland mehrfach in der ARD ausgestrahlt. Das Deutschlandradio Berlin produzierte seit 2001 bisher drei Kriminalhörspiele nach Nesser-Romanen, außerdem sind zahlreiche Hörbücher auf Deutsch erschienen.
Der deutsche Kurzfilm Erledigung einer Sache von Dustin Loose basiert auf der gleichnamigen Kurzgeschichte Håkan Nessers und wurde im Jahr 2015 mit dem Student Academy Award der Academy of Motion Picture Arts and Sciences ausgezeichnet.
2018 wurde mit Intrigo – Tod eines Autors von Regisseur Daniel Alfredson der erste Teil einer Trilogie, die auf in den 90er Jahren veröffentlichten Kurzgeschichten von Nesser basiert, veröffentlicht. 2019 folgten Intrigo – Samaria sowie Intrigo – Dear Agnes.

## Auszeichnungen
- 1993: Schwedischer Krimipreis – Bästa svenska debut für Det grovmaskiga nätet (dt.: Das grobmaschige Netz)
- 1994: Schwedischer Krimipreis – Bästa svenska kriminalroman für Borkmanns punkt (dt.: Das vierte Opfer)
- 1996: Schwedischer Krimipreis – Bästa svenska kriminalroman für Kvinna med födelsemärke (dt.: Die Frau mit dem Muttermal)
- 2000: Skandinavischer Krimipreis für Carambole (dt.: Der unglückliche Mörder)
- 2002: Finnischer Krimipreis für sein bisheriges ins Finnische übersetzte Werk
- 2007: Palle-Rosenkrantz-Preis für Skyggerne og regnen (dt.: Die Schatten und der Regen, Original: Skuggorna och regnet)
- 2007: Schwedischer Krimipreis – Bästa svenska kriminalroman für En helt annan historia (dt.: Eine ganz andere Geschichte)
- 2010: Ripper Award (European Crime Fiction Star Award) der Kulturregion Hellweg im Rahmen des Krimifestivals „Mord am Hellweg – Tatort Ruhr“
- 2014: Palle-Rosenkrantz-Preis für Levende og døde i Winsford (dt. Die Lebenden und Toten von Winsford, Original: Levande och döda I Winsford)[3]
- 2022: Schwedischer Krimipreis für sein Lebenswerk
- 2022: Internationaler Ehrenpreis des Rivertonklubben

## Werke

### Die Kommissar-Van-Veeteren-Romane
1. 1993 Det grovmaskiga nätet
  - Das grobmaschige Netz, dt. von Gabriele Haefs; München: btb 1999. ISBN 3-442-72380-9
2. 1994 Borkmanns punkt
  - Das vierte Opfer, dt. von Christel Hildebrandt; München: btb 1999. ISBN 3-442-75030-X
3. 1995 Återkomsten
  - Das falsche Urteil, dt. von Gabriele Haefs; München: Goldmann 2000. ISBN 3-442-72598-4
4. 1996 Kvinna med födelsemärke
  - Die Frau mit dem Muttermal, dt. von Christel Hildebrandt, München: btb 1998. ISBN 3-442-72280-2
5. 1997 Kommissarien och tystnaden
  - Der Kommissar und das Schweigen, dt. von Christel Hildebrandt; München: Goldmann 2001. ISBN 3-442-75075-X
6. 1998 Münsters fall
  - Münsters Fall, dt. von Christel Hildebrandt; München: Goldmann 2000. ISBN 3-442-75043-1
7. 1999 Carambole
  - Der unglückliche Mörder, dt. von Gabriele Haefs; München: Goldmann 2001. ISBN 3-442-72628-X
8. 2000 Ewa Morenos fall
  - Der Tote vom Strand, dt. von Gabriele Haefs; München: btb 2002. ISBN 3-442-75060-1
9. 2001 Svalan, katten, rosen, döden
  - Die Schwalbe, die Katze, die Rose und der Tod, dt. von Christel Hildebrandt; München: Goldmann 2003. ISBN 3-442-73325-1
10. 2003 Fallet G
  - Sein letzter Fall, dt. von Christel Hildebrandt; München: btb 2004. ISBN 3-442-75080-6
11. 2018 De vänsterhäntas förening
  - Der Verein der Linkshänder, dt. von Paul Berf; München: btb 2019. ISBN 978-3-641-23762-2

### Die Inspektor-Barbarotti-Romane
1. 2006 Människa utan hund
  - Mensch ohne Hund, dt. von Christel Hildebrandt; München: btb 2007. ISBN 978-3-442-75148-8
2. 2007 En helt annan historia
  - Eine ganz andere Geschichte, dt. von Christel Hildebrandt; München: btb 2008. ISBN 978-3-442-75174-7
3. 2008 Berättelse om herr Roos
  - Das zweite Leben des Herrn Roos, dt. von Christel Hildebrandt; München: btb 2009. ISBN 978-3-442-75172-3
4. 2010 De ensamma
  - Die Einsamen, dt. von Christel Hildebrandt; München: btb 2011. ISBN 978-3-442-75313-0
5. 2012 Styckerskan från Lilla Burma
  - Am Abend des Mordes, dt. von Paul Berf; München: btb 2012. ISBN 978-3-442-75317-8
6. 2018 „De vänsterhäntas förening“
  - Der Verein der Linkshänder, dt. von Paul Berf; München: btb 2019. ISBN 978-3-641-23762-2
7. 2020 Den sorgsne busschauffören från Alster
  - Barbarotti und der schwermütige Busfahrer, dt. von Paul Berf; München: btb 09/2020. ISBN 978-3-442-75887-6
8. 2021 Schack under vulkanen
  - Schach unter dem Vulkan, dt. von Paul Berf; München: btb 10/2021. ISBN 978-3-442-75936-1
9. 2023 Det kom ett brev från München
  - Ein Brief aus München, dt. von Paul Berf; München: btb 10/2024. ISBN 978-3-442-76251-4

### Andere
- 1988 Koreografen
  - Der Choreograph, dt. von Christel Hildebrandt; München: btb 2020. ISBN 978-3-442-75877-7.
- 1996 Barins triangel (Roman-Trilogie)
  - Barins Dreieck, dt. von Christel Hildebrandt; München: Goldmann 2003. ISBN 3-442-73171-2
- 1997 Ormblomman från Samaria (Kriminalnovelle)
  - Die Wildorchidee aus Samaria, dt. von Christel Hildebrandt, enthalten in Aus Doktor Klimkes Perspektive,  2007, S. 89–181.

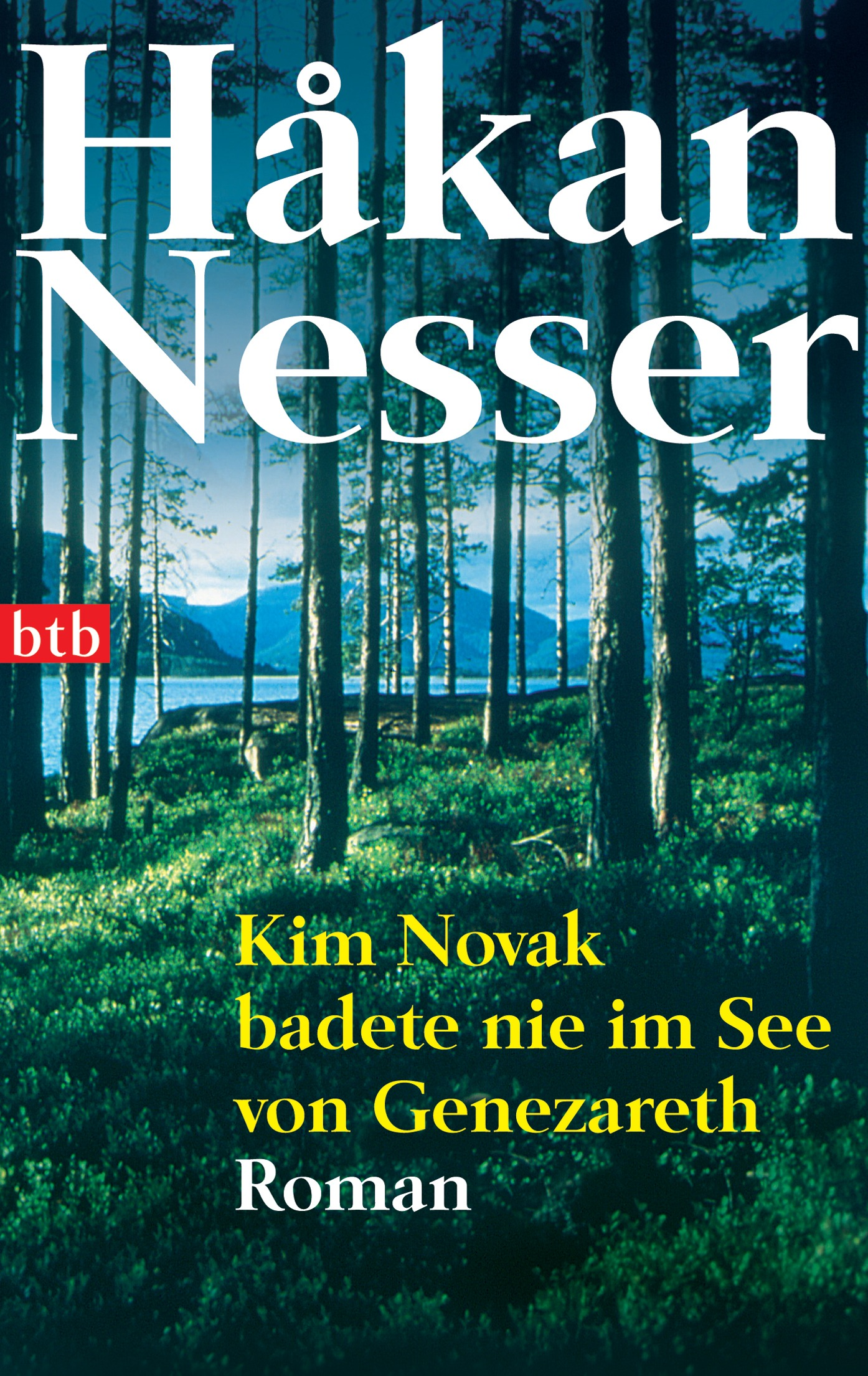
Cover der deutschen Ausgabe von Kim Novak badete nie im See von Genezareth

- Cover der deutschen Ausgabe von Kim Novak badete nie im See von Genezareth 1998 Kim Novak badade aldrig i Genesarets sjö (Roman)
  - Kim Novak badete nie im See von Genezareth, dt. von Christel Hildebrandt; München: Goldmann 2003. ISBN 3-442-75027-X
- 1999 Flugan och evigheten (Kriminalroman)
  - Die Fliege und die Ewigkeit, dt. von Christel Hildebrandt; München: btb 2006. ISBN 3-442-75053-9
- 2002 Kära Agnes! (Kriminalroman)
  - In Liebe, Agnes, dt. von Gabriele Haefs; München: btb 2006. ISBN 3-442-73586-6
- 2002 Och Piccadilly Circus ligger inte i Kumla (Jugendroman)
  - Und Piccadilly Circus liegt nicht in Kumla, dt. von Christel Hildebrandt; München: Goldmann 2002. ISBN 3-442-75094-6
- 2004 Skuggorna och regnet (Kriminalroman)
  - Die Schatten und der Regen, dt. von Christel Hildebrandt; München: btb 2005. ISBN 3-442-73647-1
- 2005 Från Doktor Klimkes horisont (Erzählungen)
  - Aus Doktor Klimkes Perspektive, dt. von Christel Hildebrandt; München: btb 2007. ISBN 3-442-75147-0
- 2009 Maskarna på Carmine Street (Roman)
  - Die Perspektive des Gärtners, dt. von Christel Hildebrandt; München: btb 2010. ISBN 978-3-442-75173-0
- 2010 Sanningen i fallet Bertil Albertsson? (Roman)
  - Die Wahrheit über Kim Novak und den Mord an Berra Albertsson, dt. von Christel Hildebrandt; München: btb 2010. ISBN 978-3-442-75291-1
- 2011 Himlen över London (Roman)
  - Himmel über London, dt. von Christel Hildebrandt; München: btb 2013. ISBN 978-3-442-75318-5
- 2013 Levande och döda i Winsford (Roman)
  - Die Lebenden und Toten von Winsford, dt. von Paul Berf; München: btb 2014. ISBN  978-3-442-75449-6
- 2014 Straff (Roman)
  - Strafe, dt. von Paul Berf; München: btb 2015. ISBN 978-3-442-75606-3
- 2015 Elva dagar i Berlin (Roman)
  - Elf Tage in Berlin, dt. von Paul Berf; München: btb 2015. ISBN 978-3-442-75493-9
- 2016 Eugen Kallmanns ögon (Roman)
  - Der Fall Kallmann, dt. von Paul Berf; München: btb 2017. ISBN 978-3-442-75728-2
- 2019 Halvmördaren (Roman)
  - Der Halbmörder, dt. von Paul Berf, btb, München 2022, ISBN 978-3-442-75872-2
- 2022 En Främling Knackar på din dörr. Och två andra brottstycken från Maardam med omnejd.
  - Ein Fremder klopft an deine Tür. Drei Fälle aus Maardam, dt. von Paul Berf, btb, München 2023, ISBN 978-3-442-76250-7

## Filmografie
- 2000: Håkan Nesser – Das grobmaschige Netz (Fernsehfilm / Schweden / Det grovmaskiga nätet), Regie: Martin Asphaug
- 2001: Håkan Nesser – Das falsche Urteil (Fernsehfilm / Schweden / Återkomsten), Regie: Martin Asphaug
- 2001: Håkan Nesser – Die Frau mit dem Muttermal (Fernsehfilm / Schweden / Kvinna med födelsemärke), Regie: Martin Asphaug. Nesser hat einen kleinen schauspielerischen Auftritt.
- 2005: Kim Novak badete nie im See von Genezareth
- 2005: Håkan Nesser – Der unglückliche Mörder (Fernsehfilm / Schweden / Carambole), Regie: Daniel Lind Lagerlöf. Nesser hat einen kleinen schauspielerischen Auftritt.
- 2005: Håkan Nesser – Münsters Fall (Fernsehfilm / Schweden / Münsters fall), Regie: Rickard Petrelius
- 2005: Håkan Nesser – Das vierte Opfer (Fernsehfilm / Schweden / Borkmanns punkt), auch: Van Veeteren – Das vierte Opfer, Regie: Erik Leijonborg
- 2006: Håkan Nesser – Moreno und das Schweigen (Fernsehfilm / Schweden / Moreno & tystnaden), Regie: Erik Leijonborg
- 2006: Håkan Nesser – Die Schwalbe, die Katze, die Rose und der Tod (Fernsehfilm / Schweden / Svalan, katten, rosen, döden), Regie: Daniel Lind Lagerlöf
- 2006: Håkan Nesser – Van Veeterens schwerster Fall (Fernsehfilm / Schweden / Fallet G), Regie: Rickard Petrelius
- 2009: Håkan Nesser – Inspektor Barbarotti: Mensch ohne Hund (Fernsehfilm / Deutschland), Regie: Jörg Grünler, Drehbuch: Serkal Kus
- 2011: Håkan Nesser – Inspektor Barbarotti: Verachtung (Fernsehfilm / Deutschland), Regie: Hannu Salonen, Drehbuch: Serkal Kus
- 2014: Und Piccadilly Circus liegt nicht in Kumla (Film / Schweden / Och Piccadilly Circus ligger inte i Kumla), Regie: Bengt Danneborn
- 2014: Erledigung einer Sache (Kurzfilm / Deutschland), Regie: Dustin Loose
- 2018: Intrigo – Tod eines Autors, Regie: Daniel Alfredson
- 2019: Intrigo – Samaria, Regie: Daniel Alfredson
- 2019: Intrigo – Dear Agnes, Regie: Daniel Alfredson

## Audioproduktionen auf Deutsch
- 2001: Das vierte Opfer, Produktion: Deutschlandradio Kultur
- 2002: Die Frau mit dem Muttermal, Produktion: Deutschlandradio Kultur
- 2003: Das falsche Urteil, Produktion: Deutschlandradio Kultur
- 2003: Kim Novak badete nie im See von Genezareth, Produktion: Brigitte Hörbuchedition - Starke Stimmen „Die Männer“
- 2014: Am Rand der Catskills nach dem Roman Die Perspektive des Gärtners, Bearbeitung und Regie: Irene Schuck, Produktion: Deutschlandradio Kultur